# 레안더르 덴동커르
레안더르 덴동커르  (Leander Dendoncker, 1995년 4월 15일 ~ )는 벨기에의 축구 선수이며, 현재 레알 오비에도 소속이다. 주 포지션은 수비수와 수비형 미드필더이다.